# 地形地层学
地形地层学（英語：Topostratigraphy）是一种融合应用生物地层学和岩石地层学来建立地层单元的方法，主要用于研究波罗的海局部地区奥陶纪年代的沉积岩。在地形地层学中，单元年龄是通过化石来界定的，而范围则根据岩石类型来确定。这种概念在爱沙尼亚奥陶纪岩石中比瑞典更有效，这是因为在爱沙尼亚奥陶纪岩石露头中，生物地层的变化通常与岩石地层的变化相匹配。在瑞典，由于岩性变化不大，地形地层单元主要依据于生物地层，这使得地形地层学产生了问题，因为单元是以岩性命名的。
该术语自20世纪50年代开始使用，1960年由瑞典籍爱沙尼亚裔地质学家“瓦尔达尔·贾努松”（Valdar Jaanusson）引入瑞典。2011年起，地形地层学作为一种方法已被取代，但由于其历史用途，它仍然具有一定的意义。瑞典皇家科学院瑞典地层命名委员会反对使用它。
 